# Caromet
Caromet Caransebeș este o companie producătoare de construcții metalice din România.
Compania este deținută de producătorul de țesături de bumbac, Iasitex, care controlează 93,28% din capitalul social, 
și face parte din grupul Serviciile Comerciale Române (SCR), controlat de omul de afaceri Ștefan Vuza, alaturi de Sinterom Cluj, Contactoare Buzău, Chimcomplex Borzești, Iașitex Iași, Nova Textile Bumbac Pitești, Uzuc Ploiești, Someș Dej, Aisa Invest și Inav București.
Compania a fost privatizată în iulie 2004, când a fost preluată de un consorțiu format din Asociația Salariaților firmei, Iasitex Iași și o persoană fizică, de la Autoritatea pentru Valorificarea Activelor Statului] (AVAS), pentru suma de 8,3 milioane euro.
Titlurile companiei se tranzacționează la categoria de bază a pieței Rasdaq, secțiunea XMBS, sub simbolul ARMT.
Cifra de afaceri în 2009: 20,6 milioane lei
Profit net în 2009: 944,7 mii lei

## Produse
Gama de produse cuprinde:
- construcții metalice pentru construcții industriale;
- confecții metalice pentru cazane cu combustibil solid;
- ansamble sudate;
- echipamente hidromecanice;
- echipament energetic pentru termocentrale;
- boghiuri pentru locomotive și piese de schimb pentru material rulant;
- boghiuri pentru tramvaie, metrou și vagoane;
- reparații pentru toate tipurile de boghiuri;
- structuri metalice pentru poduri și podețe de cale ferată;
- fabricație și reparație osii montate și boghiuri pentru material rulant feroviar și de metrou;
- fabricație și reparații componente și piese de schimb pentru boghiuri de material feroviar și de metrou;
- construcții și confecții metalice cu destinație feroviară;